# Fakhruddin Ali Ahmed
Fakhruddin Ali Ahmed (Delhi, 13 maggio 1905 – Nuova Delhi, 11 febbraio 1977) è stato un politico indiano.

## Biografia
Fu quinto presidente dell'India, in carica dal 1974 al 1977, anno della sua morte.